# Сибірська (станція метро)
55°02′32″ пн. ш. 82°55′15″ сх. д. / 55.04222° пн. ш. 82.92083° сх. д.
«Сибірська» (рос. Сибирская) — станція Дзержинської лінії Новосибірського метрополітену. Розташована в Центральному районі Новосибірська, на розі вулиці Гоголя з вулицею Мічуріна.
Введена в експлуатацію в складі першої ділянки Дзержинської лінії 31 грудня 1987, разом зі станцією «Площа Гаріна-Михайловського».

## Технічна характеристика
Конструкція станції — колонна трипрогінна мілкого закладення, (глибина закладення — 16 м). Має 22 пари колон, з кроком 4,5 м. Перекриття центральної зали — склепінчасте, з монолітного залізобетону. Склепінчаста конструкція покликана створити суб'єктивне відчуття станції глибокого закладення.

## Колійний розвиток
За станцією розташовані тупики, що ніколи не використовувалися. Перед станцією розташована камера з'їздів. До 28 грудня 2000 була задіяна тільки одна колія, ліва, якою ходив один електропоїзд. З пуском наступної станції почав використовуватися і друга колія. Через станцію стали ходити два потяги. 
У період до 22 червня 2007 , коли була запущена в експлуатацію друга колія на ділянці від «Маршала Покришкіна» до «Березового гаю» і відкрито оборотний рух на лінії, на станції здійснювалася пересадка з однієї колії на іншу. При цьому на станції, над середнім прогоном, висіло електронне дисплей-табло (нині демонтоване). На цьому табло показувалися стрілки і назви кінцевих станцій. Можливість проїзду по всій лінії без пересадок в ту пору була лише в ті часові проміжки, коли по лінії ходив один електропоїзд (до 7:00 і після 22:30). У ту пору в режимі «на вихід» (в бік західного вестибюля) працювали відразу 2 ескалатори — під час приходу двох метропоягів один ескалатор не справлявся з потоком. Подібна схема руху перестала існувати з відкриттям 23 червня 2007 кільцевого руху на Дзержинській лінії.

## Вестибюлі і пересадки
Станція є пересадним вузлом на станцію «Червоний проспект» Ленінської лінії і має два вестибюлі. Східний вестибюль знаходиться на розі вулиць Гоголя і Мічурина. Другий вестибюль — західний, суміщений з касовим залом станції «Червоний проспект». Під цим касовим залом розташовані службові приміщення метрополітену — кімната відпочинку машиністів, в якій здійснюється зміна складу поїзних бригад і машиністів.
Обидва вестибюля пов'язані з платформою тристрічковими ескалаторами завдовжки 30 метрів. З 2011 року на перилах кожного ескалатора наклеєні спеціальні фотолюмінесцентні евакуаційні стрічки салатного кольору. Вони призначені на випадок надзвичайної ситуації і в темряві покажчики на стрічках мають вказати напрямки виходів.

## Оздоблення
Освітлення станційної платформи проводиться закарнізними світильниками. Навколо колон стоять кілька лавок з полірованого дерева, а до стелі підвішені відеоекрани.
Станційна стеля виконана у вигляді паморозі — світлого розсипу різноманітних звисаючих кристалів. Мармурові ж колони, виконані призматичними — немов крижані брили. А навколо — мерехтливі грані бурульок і крижинок царства Снігової королеви. 
Обидві колійні стіни станції оздоблені світлим мармуром, поверх якого були змонтовані вісім художніх музичних панно з гірсько-алтайських каменів. Мозаїки виконані у флорентійському стилі і присвячені різним темам природи та історії Сибіру.